# Горка (Тотемський район)
Го́рка (рос. Горка) — присілок у складі Тотемського району Вологодської області, Росія. Входить до складу Мосеєвського сільського поселення.

## Населення
Населення — 8 осіб (2010; 9 у 2002).
Національний склад (станом на 2002 рік):
- росіяни — 90 %